# Biokovo (montagne)
Pour les articles homonymes, voir Biokovo.
Le Biokovo, aussi appelé Bijakova, est une chaîne de montagne côtière de la mer Adriatique composant les Alpes dinariques, située en Croatie. Elle culmine au Sveti Jure (Saint Georges), à 1 762 mètres d'altitude. Une partie du massif est classée en parc naturel sur une superficie de 196 km2.

## Géographie

### Topographie

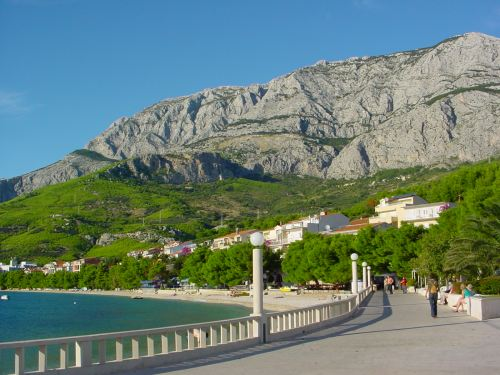
Le Biokovo à Tučepi.

Le Biokovo dresse ses parois calcaires vertigineuses au-dessus de la Makarska riviera, sur une longueur de 25 kilomètres et une largeur de 7 à 70 kilomètres. Il s'étend des fleuves Cetina au nord-ouest à Neretva au sud-est.

### Géologie
C'est un massif karstifié qui contient de nombreuses cavités naturelles souterraines, dont l'une des plus grandes dolines d'effondrement au monde : le lac Rouge.

### Principaux sommets

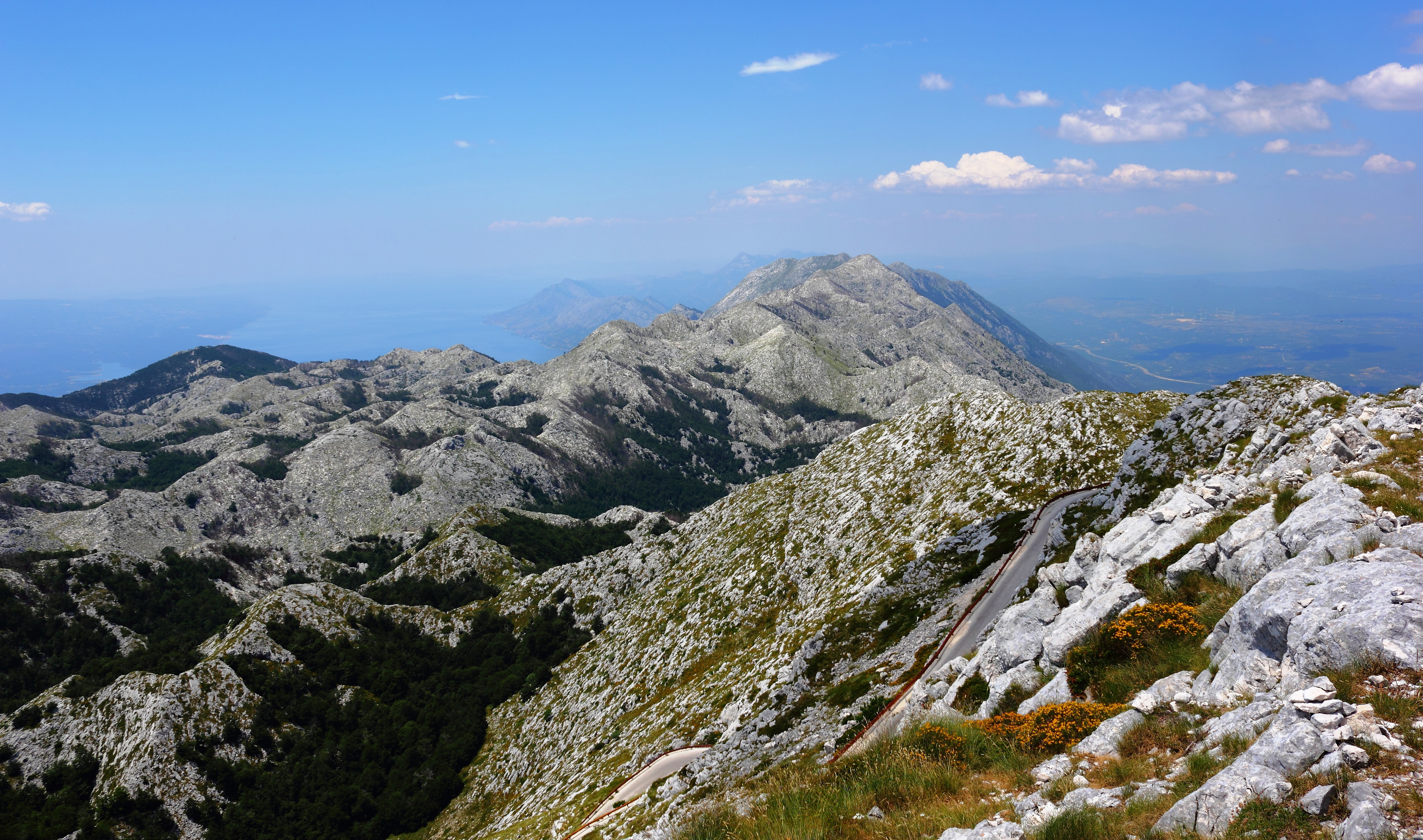
Vue depuis le sommet de Sveti Jure vers le nord-ouest.

- Sveti Jure (1 762 m)
- Troglav (1 658 m)
- Sv.Ilija (1 642 m)
- Scirovac ou Miletnjak (1 619 m)
- Korenik (1 556 m)
- Kimet (1 536 m)
- Sibenik (1 457 m)
- Stropac (1 444 m)
- Vosac (1 422 m)